# Eburodacrys moruna
Eburodacrys moruna là một loài bọ cánh cứng trong họ Cerambycidae.